# 隣人訴訟
隣人訴訟（りんじんそしょう）とは、1977年（昭和52年）から1983年（昭和58年）に起きた、日本における民事訴訟事件。契約と不法行為の境界など民法学上の価値があるだけでなく、当時の日本における法意識について探る上でも示唆に富んだ事件である。

## 事案
X1X2夫婦およびY1Y2夫婦は、三重県鈴鹿市内の新興住宅地の同じ町内に居住し、親しく交際する間柄であった。1977年5月8日、X1X2らの長男であるA（3歳3か月）は、Y1Y2らの三男（4歳）であるBと、Y1Y2の自宅の近くで自転車に乗るなどして遊んでいた。同日午後3時ごろ、Aの母X2は買い物に出かけるに際しAを連れて行こうとしたところ、Aはこれを拒んだ。X2は、Y1の口ぞえもあって、「使いにゆくからよろしく頼む」旨をY2に告げ、Y2もこれをうけた（ただし、この点の事実認定については争いがあった）。しかしX2が買い物に行っている間に、Aは近くにあったため池に入り、溺死した。その間Y1Y2らは自宅内で仕事をしており、Aが池に入っていることはBに告げられるまで気づかなかった。
X1およびX2は、Y1およびY2、鈴鹿市、国、三重県、およびため池から土砂を採取していた建築業者に対し損害賠償請求を行った。すなわち、
- Y1Y2に対しては、Aを監護する内容の準委任契約の債務不履行責任、または不法行為責任
- 鈴鹿市に対しては、国家賠償法2条1項に基づく営造物責任
- 国、三重県に対しては、国家賠償法2条1項に基づく営造物責任、あるいは条理上の管理義務違反

に基づいて請求した。

## 判決
津地方裁判所による判決（1983年2月25日）は、以下のように述べて、原告のY1、Y2に対する請求を一部（263万2961円と遅延利息）認容。
- Aの監護を依頼し、引き受ける応答は「近隣のよしみ・近隣者としての好意から出たものと見るのが相当であり、原告らがAに対する監護一切を委ね、被告らがこれを全て引き受ける趣旨の契約関係を結ぶという効果意思に基づくものであったとは認められない」ため、準委任契約は成立していない
- 事案の状況を見るに、「幼児を監護する親一般の立場からしても、かかる事態の発生せぬよう」にする措置をとる注意義務があったとして、民法709条に基づく損害賠償責任が認められる
- ただし、損害についていわゆる被害者側の過失を認め、過失割合を原告7：被告3として過失相殺を行う

また、国・県・市・建築業者については、以下のように述べて請求を全て棄却した。
- 本件池の所有権は、鈴鹿市に存するため、国・県は管理者とは言えず責任を負わない
- 鈴鹿市は、幼児が池の中心部まで行くことについて予見し防護柵などを設ける義務はなく、設置管理に瑕疵があったとはいえない
- 建設業者についても、同様に予見義務・結果回避義務があったとはいえない

被告Y1Y2はこれを不服として控訴した。

## その後
法律構成がこれに似た事案は既にあり、似たような結論が裁判所によって下されていた。しかし、隣人同士のやり取りについても法的責任が追及されることを認めたこの判決は、世論にもかなり大きな衝撃を与えた。「近所づきあいに冷や水をさす」として否定的な評価が多くマスメディアから報じられたこともあり、この判決に対する世論の批判は強かった。
その批判は、曲折した形で訴訟当事者へ向かった。判決が報じられると同時に原告夫婦に対し非難の手紙や電話が殺到し、中には脅迫じみたものなど嫌がらせも多くあった。その結果原告夫婦は転居を余儀なくされ、ついには訴えの取り下げに追い込まれた。被告夫婦は控訴審で争う意思であったが、彼らに対しても嫌がらせの手紙や電話が相次ぎ、こちらも訴えの取り下げに同意することに追い込まれた。
このような事態に対し、法務省は「日本国憲法第32条で保障された、裁判を受ける権利の侵害の疑いがある」として、日本国民に自粛を求める見解を発表した。

## 法社会学的検討
この事件については、法社会学の立場から検討が加えられている。従来の日本社会における日本人の法意識、紛争解決の方法-特に訴訟によらないものを含んだ居住社会におけるもの-等について再考させられるものであると評価され。また、世論の判決に対する強い反発は、日常的なトラブルについて司法権が介入し、金銭的解決を当事者に強制することに対する生理的嫌悪感によるのではないかとも言われている。また、当時法化現象が急速に進展していたことの証左としてこの事件を捉える見方も存在する。

## 本事件を題材にした作品
- 『隣人裁判　子供が死んだ！だれの責任？追いつめられた２人の母』（1983年） 月曜ワイド劇場